# Esporte Clube Internacional
El Esporte Clube Internacional, conocido también como Internacional de Santa Maria es un equipo de fútbol de Brasil que juega en la División Gaucha de Ascenso, la segunda división del estado de Río Grande del Sur. En los años 1980 participó en el Campeonato Brasileño de Serie A, la primera división nacional.

## Historia
Fue fundado el 18 de mayo de 1928 en el municipio de santa Maria, Río Grande del Sur luego de varias reuniones hecha en el desaparecido Club Guarany entre un grupo de futbolistas locales. Los primeros colores del club fueron amarillo, negro y rojo pero durante la Segunda Guerra Mundial se decidió cambiarlos por rojo y blanco porque los colores originales eran los mismos de la bandera de Alemania.
Dos años después el club disputa su primer torneo oficial en el Torneo Inicio de 1930. En 1942 gana el Campeonato Citadino de Santa Maria, pero fue hasta 1954 que juega por primera vez en el Campeonato Gaúcho.
En 1979 gana la Copa Gobernador del Estado por primera vez y en 1981 juega a escala nacional por primera vez al clasificar al Campeonato Brasileño de Serie B, la segunda división nacional, en donde es eliminado en la primera ronda al terminar en tercer lugar de su grupo a solo un punto de la clasificación finalizando en el puesto 22 entre 48 equipos. Un año más tarde juega en el Campeonato Brasileño de Serie A, la primera división nacional, por primera vez en donde superaría la primera ronda como tercer lugar de su zona, pero caería en la segunda ronda luego de terminar en último lugar de su grupo entre cuatro equipos a dos puntos de la clasificación finalizando en el puesto 21 entre 44 equipos.
Dos años después juegan en el Campeonato Brasileño de Serie B por segunda ocasión en donde eliminarían en la primera ronda al União Bandeirante Futebol Clube del estado de Paraná en penales, en la segunda ronda eliminaría 3-0 al Volta Redonda Futebol Clube del estado de Río de Janeiro, en cuartos de final elimina 3-1 al Central Sport Club del estado de Pernambuco pero pierde en las semifinales 0-3 contra el Clube do Remo del estado de Pará, terminando en tercer lugar entre 32 equipos.
Al año siguiente se convirtieron en el primer equipo de fútbol profesional de Brasil en contratar a Sirlei Dalla Lana, una mujer, como entrenadora del primer equipo.

## Mascota
La mascota del club es un Staurikosaurus, el primer dinosaurio descubierto en Brasil y uno de los primeros en habitar la Tierra.

## Palmarés
- Campeonato del Interior: 3

1980, 1981, 2008
- Campeonato Gaúcho Serie A2: 2

1968, 1991
- Campeonato Citadino de Santa Maria: 14

1942, 1945, 1945, 1946, 1949, 1950, 1951, 1962, 1965, 1966, 1967, 1968, 1969, 1970
- Copa Gobernador del Estado: 2

1979, 1987
- Copa Octogonal Gaucho: 1

1988
- Selectivo para la CBF: 1

1984
- Campeonato Región Metropolitana: 2

1945, 1966
- Torneo Cuadrangular: 1

1968

## Uniformes
| Local 2018   | Visita 2018  | Tercero 2018 | Cuarto 2018  | Local 2017  |
| Visita 2017  | Tercero 2017 | Cuarto 2017  | Local 2016   | Visita 2016 |
| Tercero 2016 | Local 2015   | Visita 2015  | Tercero 2015 | Cuarto 2015 |
| Local 2014   | Visita 2014  | Tercero 2014 | Local 2013   | Visita 2013 |
| Tercero 2013 |              |              |              |             |

## Rivalidades
El principal rival del club es el Riograndense Futebol Clube con quien juega el clásico Rio-Nal y amb os son de la misma ciudad, terminado su primer partido el 13 de mayo de 1930 y que terminó 1-1. Su rivalidad surge por el grupo al cual se identifican ambos equipos, el Inter con los funcionarios de correos y el Riograndense con los ferroviarios.
En la región metropolitana su principal rival es el Esporte Clube Novo Hamburgo y más recientemente con el Esporte Clube Pelotas, Grêmio Esportivo Brasil y con el São Gabriel Futebol Clube con quienes comparte el estadio.